# Distrito de Llauta
El Distrito de Llauta es uno de los veintiún distritos que conforman la Provincia de Lucanas, ubicada en el Departamento de Ayacucho, (Perú).

## Historia
El distrito fue creado mediante Ley No.6612 del 8 de abril de 1929, en el gobierno del presidente Augusto B. Leguía. Su capital es el centro poblado de Llauta.

## Autoridades

### Municipales
- 2019 - 2022[3]
  - Alcalde: Fredy Rogger Munares Prado, del Movimiento Regional Gana Ayacucho.
  - Regidores:

  1. Javier Iván De la Cruz Ventura (Movimiento Regional Gana Ayacucho)
  2. Margot Jakelyn Cuba Lara (Movimiento Regional Gana Ayacucho)
  3. Luis Leandro López Zúñiga (Movimiento Regional Gana Ayacucho)
  4. Bernardina Manchego Zúñiga (Movimiento Regional Gana Ayacucho)
  5. Felipe Lino Escriba Oré (Alianza para el Progreso)

Alcaldes anteriores
- 2007 - 2010: Zacarías David Roca Caso.
- 2011 - 2014: Raúl Otiniano.
- 2015 - 2018: Marcos Calderón Cuba.